# Chytrá past
Chytrá past je třetí řadové album kapely Debustrol. Styl zde odbočuje z thrash metalu k alternativnímu metalu a tohle album bylo ovlivněno kapelou Faith No More.

## Seznam skladeb
1. Chytrá past
2. Dej si říct
3. Dům bláznů
4. Něco mi schází
5. To není žádnej ráj
6. Indiánská
7. Bílá hůl
8. Má smrt
9. Abba
10. Vstávej
11. Čas
12. Nelžu
13. Konec II.

## Album bylo nahráno ve složení
- Kolins – kytara, zpěv
- Trifid – kytara
- Cizák – baskytara
- Alan Reisich – bicí